# 四十九日·祭
《四十九日·祭》是一部以以南京大屠杀为背景，改编自严歌苓的同名长篇小说《金陵十三钗》的中国大陆电视剧，由张嘉译、宋佳领衔主演，张黎执导，2013年7月殺青，本剧是湖南卫视2014电视剧巡礼剧集之一。
剧集以审判的形式讲述了南京被日军攻占后，49日内发生的人间惨剧。本剧已于2014年12月1日20:00在湖南卫视金鹰独播剧场开播。

## 播出

### 首播
| 頻道      | 所在地 | 播映日期       | 播出時間                                                      |
| 湖南卫视  | 中国   | 2014年12月1日  | 周日至周四晚19:30-22:00三集连播 周五至周六19:30-20:10一集播出 |
| 亞洲台    | 香港   | 2014年12月13日 | 星期一至日 晚上 8:30-9:30                                     |
| 城市电视2 | 加拿大 | 2015年6月30日  | 逢星期一至五 西岸 10:00 AM, 3:30 PM, 9:00 PM, 2:00AM          |

## 製作

### 劇本
编剧严歌苓表示，不同于电影版改编自同名中篇小说，电视剧版改编自她后来再创作的长篇小说，因此将更加符合原著，各个角色也将呈现得更加完整。与电影版不同，很多情节都要重新设置，电视剧版会增加“前史”和“后史”，人物故事也会有一些改编。如小说中的扬州法比会在电视剧里登场，玉墨并不完全会说英语，她没有凋零而是作为战后幸存者参与了大屠杀清算，而女学生书娟也比电影版更阴郁；剧中胡歌饰演的国民革命军陆军少尉戴涛，将和宋佳饰演的玉墨展开一段爱情故事；《四十九日·祭》的故事从南京大屠杀事发前一周写起，加起来一共49天，而这49天也正好是中国传统中人去世后特殊的祭奠日，由此构成了该剧剧名。而且为了更加真实的还原这段历史，不少人物和故事线索都是有据可考的，其中张可佳饰演的豆蔻的故事就取材于南京大屠杀的幸存者李秀英老人，当时李秀英宁死不屈，与企图强奸自己的日本兵殊死搏斗，身中三十七刀，在医生的及时救治下活了下来，并亲自走上东京法庭，控诉日军罪行。

### 演員
《四十九日·祭》由张嘉译、宋佳担纲男女主角，成为两人继电视剧《悬崖》之后的再度合作，除了男女主演之外，在电影《金陵十三钗》中饰演“书娟”的张歆怡此次将继续在剧中出演该角色；而曾与小宋佳在《圣天门口》中有过合作的双料视帝黄志忠，此次也出演书娟的父亲“孟凡明”一角。

### 拍攝
《四十九日·祭》於2013年2月22日在南京溧水石湫影视基地开机，本剧，没有选择沿用原名小說《金陵十三钗》的名字，但拍摄地却和电影一样都选在了石湫，《四十九日·祭》除了在石湫影视基地拍摄外，还在南京市区、下关码头及一些特定民国建筑中取景，之后将前往上海、北京拍摄。於同年7月杀青，2013年12月取得发行许可证。

### 化妝
为了呈现出当时战争中每个人的真实状态，剧组化妆师透露，演员们都很少有“干净”的妆面，几乎可以概括为“脏乱差”三个字，其中最麻烦、最难化的就是胡歌。胡歌所饰演的国民革命军狙击手陆军少尉戴涛，从头至尾“干净”的妆很少，几乎每场戏都以“硝烟人”的造型出现，甚至伤痕累累、完全看不出他本来的样子，猛一看好像只要把妆往“脏”化就可以，实际上为了让视觉效果更真实，整个妆面包括伤口在化妆时都需要好几个层次。胡歌解释“表面上看到我的脸是黑的，实际上它会有很多东西，化妆会考虑到在现实的场景里需要一个什么效果，再来确定脸上的层次。比如咖啡色、黑色，咖啡色就是土，黑色就是烟熏，伤口也是一层一层来做效果，连服装上会沾染上的血迹、灰土、硝烟等等，化妆师都会非常仔细地化。很真实，很有质感。”

## 演員表
| 演员     | 角色     | 介绍 |
| 張嘉譯   | 法比     | 不着調的神父，成為孤兒後被聖瑪德倫教堂英格瑪神父帶回養大，為了供應教堂裡人們的生活所需經常做出一些不是神父應該有的行為，有著小人物的精明和狡猾。他貪酒、好賭，是書娟眼里的醉鬼、流氓和無赖，是英格瑪神父眼里愛撒謊的混球。其實他的心裡充滿正義感和責任心，在戰時是教堂的主心骨，努力的保護著女學生跟女人，戰爭讓他蛻變，犧牲自己。 |
| 呂聿來   | 陳喬治   | 被放在教堂門口的棄嬰而被英格瑪神父收留，教堂內的廚子。 |
| 宋佳     | 玉墨     | 秦淮河畔頭牌，敢愛敢恨，柔情中不失剛毅，是有情有義而令人難忘的奇女子，在南京淪陷前她曾與孟書娟父亲孟繁明有過短暂的一段情，也因此其與書娟的關係產生出很多複雜的變數，因身份低賤而不被接受。日軍攻入南京城肆虐屠殺南京的百姓，玉墨带著自己的姐妹躲到南京聖瑪德倫教堂裡，在躲入教堂避难後，其與軍官戴濤走到一起。                     |
| 黄志忠   | 孟繁明   | 書娟的父親，國民黨交通部規劃司司長，日本佔領南京後為顧及女兒不得已委曲求全背負漢奸的罵名為日本人工作，伺機尋找能够将女兒救出去的機會，最後不願與其同流合污而死在日本人的槍下。 |
| 張歆怡   | 孟書娟   | 孟繁明的獨生女，喜歡將戰事中發生的事情用照相機紀錄下來，在日本戰敗後成為控訴日方最有力的證據。 |
| 胡歌     | 戴濤     | 國民革命軍軍官，與玉墨相戀。 |
| 黄品沅   | 李全有   | 保家衛國的軍人，與敵人周旋在槍林彈雨中搏殺。將日本人趕出南京城，趕出中國是他一生的追求。在南京城破後，他只能苟延残喘，並一邊尋找著機會將日本趕出南京城。 |
| 張可佳   | 荳蔻     | “金陵十三釵”中最小的一位，她在這段非常歷史背景下經歷了一段刻骨銘心的初戀，却未曾想過這段感情最终生死相隔。身處亂世的豆蔻身不由己成為一名風塵女子，在被凌辱後身負重傷，但仍然頑強的活了下来，並為南京審判作為人證。控訴日軍的残暴罪行。                                                                                             |
| 馬浩博   | 王浦生   | 王浦生是一個生活在南京郊區“王家集”十五六歲的少年，日軍屠村躲了起來卻親眼看著日軍肆意殺戮村民與妹妹被摧殘的過程，之後帶著妹妹找醫生卻碰到抓壯丁，在教堂與荳蔻相戀。 |
| 林依婷   | 朱瑪麗   | 女學生之一，日本人入教堂後凌辱未遂掉落樓下致死。 |
| 李倩     | 楊柔淇   | 金陵大學教授的女兒，原本家庭條件優越的她却被日本人擄走，在日本人的凌辱之下，精神上完全崩潰，在玉墨的幫助下，她逃出了日本人的控制，來到了教堂，時而瘋癲時而正常，與老兵死於教堂後院的墳墓中。 |
| 吕中     | 孟母     | 客串 |
| 山崎敬一 | 黑岩大佐 | 客串 |
| 文章     | 日本軍官 | 喪心病狂的屠戮者。 |
| 李浩菲   | 劉安娜   | |

## 獎項
| 年份 | 獎項                   | 類別       | 名字 | 結果 |
| ---- | ---------------------- | ---------- | ---- | ---- |
| 2015 | 第21届上海电视节白玉兰 | 最佳男配角 | 胡歌 | 提名 |

## 宣傳活動
| 播出時間      | 活動           | 出席演員     |
| ------------- | -------------- | ------------ |
| 2014年12月6日 | 《快樂大本營》 | 宋佳、张歆怡 |

## 外部連結
- 《四十九日·祭》官方微博 （页面存档备份，存于）

| 中国 湖南卫视 金鹰独播剧场 · 周日至周四晚19:30-22:00三集连播 周五至周六19:30-20:10一集播出 | 中国 湖南卫视 金鹰独播剧场 · 周日至周四晚19:30-22:00三集连播 周五至周六19:30-20:10一集播出 | 中国 湖南卫视 金鹰独播剧场 · 周日至周四晚19:30-22:00三集连播 周五至周六19:30-20:10一集播出 |
| ------------------------------------------------------------------------------------------ | ------------------------------------------------------------------------------------------ | ------------------------------------------------------------------------------------------ |
|                                                                                            | 四十九日·祭 （2014年12月1日－12月20日）                                                    |                                                                                            |
| 因为爱情有奇迹 （2014年10月20日－12月3日）                                                 | 武媚娘传奇 （2014年12月21日－2015年2月3日）                                                |                                                                                            |